# Elecciones presidenciales de Rumania de 2009
La primera vuelta de las Elecciones presidenciales de Rumania de 2009 se celebró en Rumanía el 22 de noviembre y la segunda vuelta entre Traian Băsescu y Mircea Geoană se celebró el 6 de diciembre de 2009. Aunque la mayoría de las encuestas favorecieron a Geoană en la segunda vuelta, el vencedor fue Traian Băsescu con el 50.33 % de los votos. Es hasta la fecha la elección más reñida en la historia rumana. Sin embargo, la oposición impugno los resultados, citando un «alto número de boletas nulas, protocolos de votación modificados y un turismo electoral masivo», prometiendo reclamar los resultado en el tribunal constitucional. La Organización para la Seguridad y la Cooperación en Europa (OSCE) declaró que la elección «se realizó generalmente en consonancia con los compromisos de la OSCE» pero también instó a las autoridades a investigar las denuncias de fraude.
El 8 de diciembre, el Partido Socialdemócrata presentó su solicitud de anular y repetir la elección presidencial al Tribunal Constitucional, diciendo que las elecciones fueron arregladas. El 14 de diciembre, el Tribunal Constitucional rechazó la solicitud tras recuento de todos los votos nulos.  
Simultáneamente con la primera vuelta, se celebró un referéndum sobre la introducción de un parlamento unicameral de hasta trescientos diputados en lugar del actual parlamento bicameral. El referéndum fue aprobado después de que el 50.16 % de los votantes registrados expresaron su opinión, y las encuestas expresaron que más del 70 % apoya las reformas.  

## Campaña
Los principales contendientes, el titular Băsescu y el Presidente del Parlamento Mircea Geoană , ofrecieron diferentes maneras de abordar la crisis económica, Rumanía está en la severa recesión con la economía; se espera que se contraiga un ocho por ciento en 2009. Mientras que Geoană ofreció aumentar la inversión y prometieron «medidas vigorosas» tales como la construcción de apartamentos asequibles para los jóvenes y dar créditos baratos a las empresas con el fin de ayudar a crear puestos de trabajo, Băsescu se comprometió a recortar el gasto público. Băsescu también prometió más equidad a las personas que viven en el campo.  Christian Mititelu, comentarista político citado por la BBC, argumentó que debido a una lucha política extremadamente vigorosa no hubo un verdadero debate de campaña sobre cómo la economía debía recuperarse o sobre la estructura del presupuesto del próximo año y que el público no era suficientemente consciente de estas cuestiones económicas, mientras que los contendientes no intentaron comunicar e involucrar al público en tales decisiones.  
Băsescu trató de presentarse como el candidato del pueblo contra lo que él llamó «la élite política corrupta». Un cartel electoral ampliamente utilizado llevaba el texto: «No pueden evitar lo que temen». Los oponentes de Băsescu replicaron que él es parte de esa élite, simplemente con diferentes partidarios. En una reunión en Cluj-Napoca con partidarios afirmó que él «era el que detuvo las privatizaciones dudosas», acusando implícitamente a los socialdemócratas de prácticas deshonestas mientras estaban en el poder. Se comprometió a luchar contra el Parlamento, que bloqueó su oferta para instalar el gabinete de Croitoru, y los «magnates de los medios». En la campaña de la primera vuelta, su tema favorito de campaña fue la reducción del número de legisladores. Este tema resultó popular con la abrumadora mayoría del electorado votando por la reducción del número de legisladores de 471 a un máximo de 300, y a favor de una transición del actual parlamento bicameral a unicameral en un referéndum celebrado simultáneamente con la primera vuelta de elecciones. Uno de los temas favoritos de Basescu es su lucha contra el parlamento y los magnates de los medios de comunicación como los empresarios Dan Voiculescu, Sorin Ovidiu Vîntu y Dinu Patriciu, los políticos Ion Iliescu, Viorel Hrebenciuc y Marian Vanghelie. 
El principal candidato opositor, Geoană, por el contrario, se describió como un «hombre de diálogo», que puede «restaurar la unidad de Rumania», supuestamente «arruinada» por Basescu. Como exembajador en Estados Unidos, exministro de Relaciones Exteriores, y un diplomático experimentado, Geoană dejó a un lado a las figuras más poderosas del partido socialdemócrata.

## Candidatos

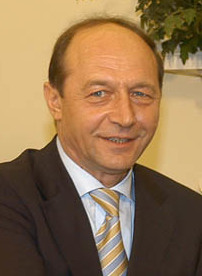
Traian Băsescu, reelecto como presidente en las elecciones de 2009.

Había doce candidatos, de los cuales tres eran independientes. Los candidatos de los principales partidos fueron: el presidente en funciones Traian Băsescu (formalmente independiente, pero apoyado por el Partido Democrático Liberal (PD-L) y la fracción oficial del Partido Nacional Campesino Cristiano-Democrático (PNŢ-CD), dirigido por Marian Miluţ ), Mircea Geoană (Partido Socialdemócrata (Rumania)(PSD), Crin Antonescu (PNL) y la fracción contendiente de PNŢ-CD, liderada por Radu Sārbu, Hunor Kelemen (Unión Democrática de los Húngaros de Rumanía (UDMR) y Corneliu Vadim Tudor (Partido Rumano Mayor (PRM)). Sorin Oprescu (antes miembro del PSD) anunció su candidatura como candidato independiente el 5 de octubre de 2009; Băsescu también había sido alcalde de Bucarest antes de convertirse en presidente.

## Resultados
| Candidato                | Partido                                        | 1.ª vuelta | 1.ª vuelta | 2.ª vuelta | 2.ª vuelta |
| Candidato                | Partido                                        | Votos      | Porcentaje | Votos      | Porcentaje |
| ------------------------ | ---------------------------------------------- | ---------- | ---------- | ---------- | ---------- |
| Traian Băsescu           | Partido Demócrata Liberal                      | 3 153 640  | 32.44      | 5 275 808  | 50.34      |
| Mircea Geoană            | Partido Social Demócrata - Partido Conservador | 3 027 838  | 31.14      | 5 205 760  | 49.66      |
| Crin Antonescu           | Partido Nacional Liberal                       | 1 945 831  | 20.02      |            |            |
| Corneliu Vadim Tudor     | Partido de la Gran Rumanía                     | 540 380    | 5.56       |            |            |
| Hunor Kelemen            | Unión Democrática de Húngaros en Rumania       | 372 761    | 3.83       |            |            |
| Sorin Oprescu            | Independiente                                  | 309 764    | 3.18       |            |            |
| George Becali            | Partido de la Nueva Generación                 | 186 390    | 1.91       |            |            |
| Remus Cernea             | Partido Verde                                  | 60 539     | 0.62       |            |            |
| Constantin Rotaru        | Partido Socialista Rumano                      | 43 684     | 0.45       |            |            |
| Gheorghe-Eduard Manole   | Independiente                                  | 34 189     | 0.35       |            |            |
| Ovidiu-Cristian Iane     | Partido Ecologista de Rumania                  | 22 515     | 0.23       |            |            |
| Constantin-Ninel Potîrcă | Independiente                                  | 21 306     | 0.21       |            |            |
| Votos válidos            | Votos válidos                                  | 9 718 840  | 100.00     | 10 418 568 | 100.00     |
| -> Votos nulos           | -> Votos nulos                                 | 227 446    |            | 138 476    |            |
| -> Participación         | -> Participación                               | 9 946 748  | 54.37      | 10 620 116 | 58.02      |
| Registrados              | Registrados                                    | 18 283 277 |            | 18 283 277 |            |